# Stijepo Njire
Stijepo Njire (sinh 14 tháng 3 năm 1991) là một cầu thủ bóng đá Croatia thi đấu cho FK Železiarne Podbrezová  ở vị trí tiền vệ.

## Sự nghiệp câu lạc bộ

### FK Železiarne Podbrezová
Njire ra mắt chuyên nghiệp cho FK Železiarne Podbrezová trước 1. FC Tatran Prešov ngày 18 tháng 2 năm 2018.